# 758 CCFL
A carreira 758 da Carris, transportadora coletiva municipal de Lisboa, Portugal, é simbolizada com a cor azul e é carreira estruturante, mesmo uma das principais na rede de transportes públicos da cidade de Lisboa. Tem os seus terminais no Cais do Sodré e nas Portas de Benfica, passando pelo Bairro Alto, Amoreiras, Sete Rios e Estrada de Benfica.

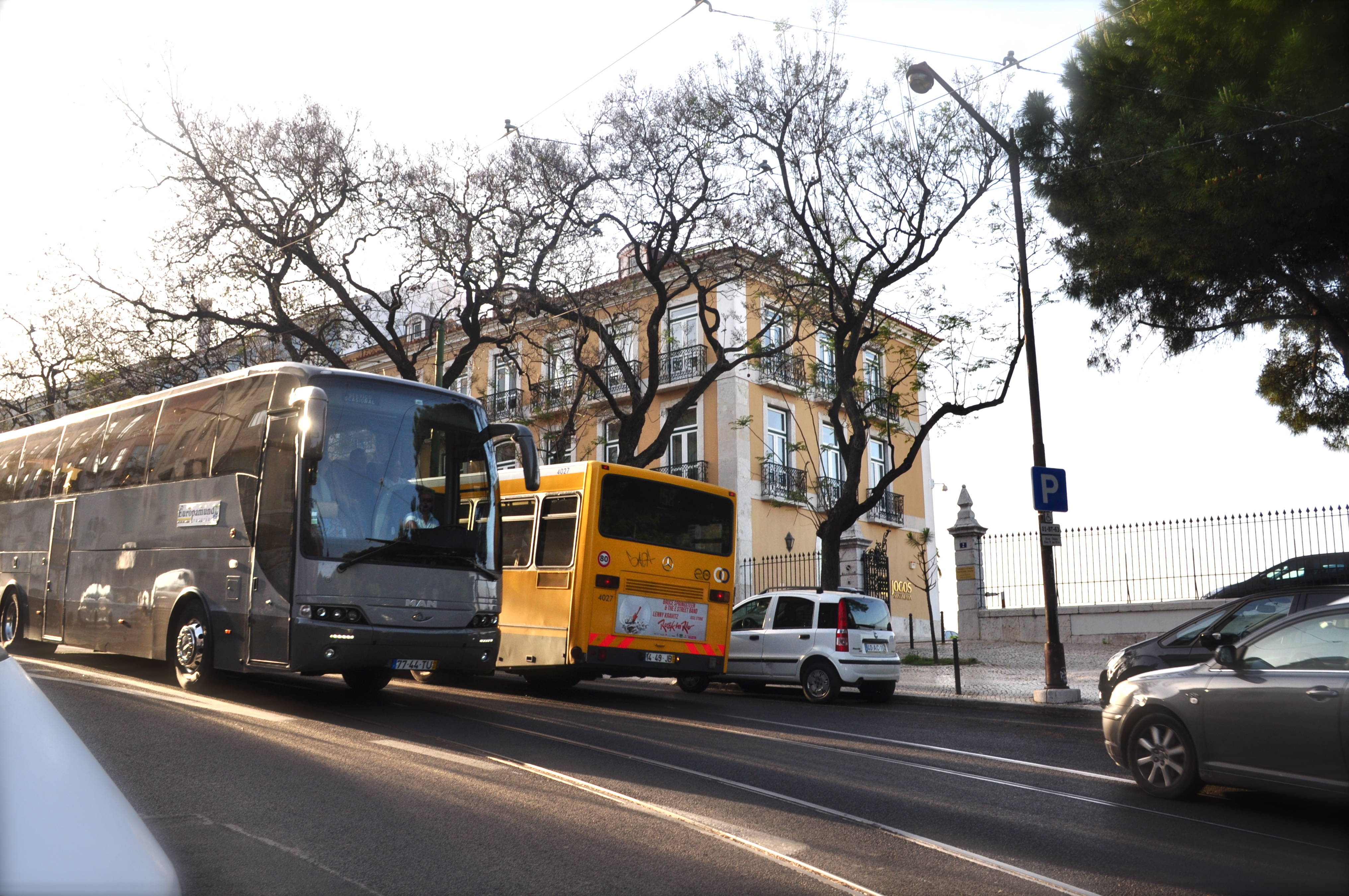
Autocarro n.º 4027 na carreira a subir a Rua do D. Pedro V em 2012.

## História
Teve o seu início no dia 5 de Janeiro de 2008, integrada na segunda fase da rede 7 que preconizou a reestruturação da rede na zona central da cidade por ocasião da abertura da extensão da linha do metropolitano às estações do Sul e Sueste e de Santa Apolónia, reforçando o seu papel de complementaridade às redes de transporte público pesado através das suas altíssimas frequências, mesmo aos fins-de-semana.
Para ajustar a oferta desta carreira à sua procura, no dia 9 de Maio de 2011 o seu horário sofreu reduções de frequência, nomeadamente pela hora de ponta. A 3 de Março de 2012, a carreira sofreu nova redução do seu horário, especialmente aos Sábados, Domingos e Feriados, não obstante a incorporação do ramo do Bairro Alto da carreira 790 e do serviço da carreira 716 aos fins de semana e Feriados.

## Características

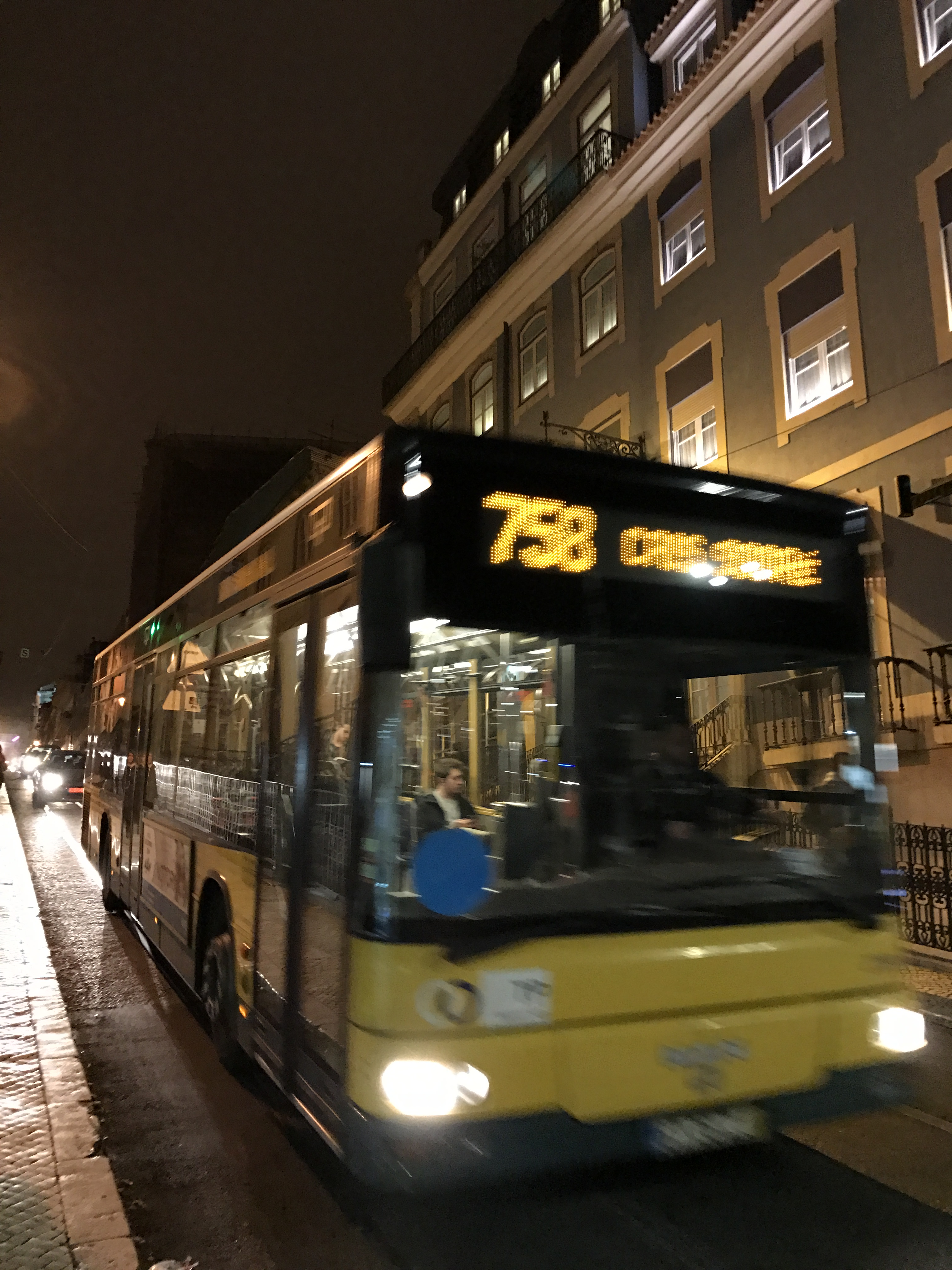
Autocarro MAN 18.310 na carreira a descer a Rua do Alecrim em 2017.

### Estação
Pontinha

### Material circulante
- MAN 18-280 (série 2401-2450) Caetano Citygold
- MAN 18-280 (série 2451-2500) Marcopolo Viale

### Tipologia
Esta carreira pode ser classificada de principal e estruturante, por se tratar de uma carreira linear ao longo de todo o seu percurso, servindo importantes zonas habitacionais e comerciais como Benfica, Amoreiras e Bairro Alto e por garantir o acesso a grandes interfaces da cidade como Sete Rios e Cais do Sodré. 
Vertebra toda a Estrada de Benfica possibilitando o seu acesso até Sete Rios, onde cruza com as carreiras da Estrada da Luz, e às zonas mais centrais da cidade. Funciona ainda como elemento de ligação de Campolide e Amoreiras a Sete Rios, por um lado, e ao Bairro Alto, por outro. Permite ainda servir algumas zonas do centro da cidade de Lisboa na sua ligação ao interface do Cais do Sodré, possuindo elevados níveis de frequência em praticamente todos os seus períodos de funcionamento.
Funciona diariamente entre as 05:30 e as 00:00, aproximadamente. No período nocturno, esta carreira funciona apenas no percurso entre o Cais do Sodré e Sete Rios, sendo o restante percurso garantido pela carreira 746. Fora do período de funcionamento desta carreira, as ligações são garantidas pela carreira 202 no percurso entre o Cais do Sodré e as Portas de Benfica, com uma pequena divergência de percurso em Benfica.

## Percurso

### Sentido Portas de Benfica
Cais do Sodré → Bairro Alto → Largo do Rato → Campolide → Sete Rios → Estrada de Benfica → Calhariz → Portas de Benfica
O terminal desta carreira localiza-se na ala centro-nascente do Jardim de Roque Gameiro, onde se estabelece o terminal rodoviário do interface do Cais do Sodré. Saindo deste terminal, o autocarro entra na Praça do Duque da Terceira previamente à entrada na Rua do Alecrim que a sobe até chegar à Praça de Luís de Camões, permitindo o acesso dos passageiros ao Largo do Chiado e à zona Sul do Bairro Alto.
Prosseguindo o percurso pelo Bairro Alto, o autocarro ainda serve o Largo de Trindade Coelho, onde se localiza a Santa Casa da Misericórdia de Lisboa, o jardim e miradouro de São Pedro de Alcântara, junto ao Ascensor da Glória que também é operado pela Carris e classificado como monumento nacional desde 2002 , e a rua de São Pedro de Alcântara. Prosseguindo viagem, o autocarro alcança a ponta Norte do Bairro Alto, precisamente na Praça do Príncipe Real permitindo o acesso ao jardim aí instalado e a um dos núcleos do Museu da Água. A entrada na Rua da Escola Politécnica antecipa a passagem pela paragem do mesmo nome que serve o Museu de História Natural e o Jardim Botânico da Faculdade de Ciências da Universidade de Lisboa. Continuando por esta rua, o autocarro atinge o Largo do Rato, um grande entroncamento viário da cidade de Lisboa onde confluem oito artérias de importantes eixos da cidade e inúmeras carreiras da Carris.
Ultrapassado o Largo do Rato, o autocarro sobe pela Rua Dom João V para alcançar Amoreiras, um grande complexo comercial e empresarial, com ligações privilegiadas a outras carreiras da Carris e a carreiras suburbanas da TST e da Vimeca. Após a passagem por Amoreiras, o autocarro dirige-se para o Largo de Campolide, servindo a zona mais central da freguesia de Campolide, onde se localiza grande parte do comércio e a sede da junta de freguesia. 
A saída de Campolide faz-se pela rua de Campolide, após servir a escola. Passando por baixo do viaduto da Avenida Calouste Gulbenkian, o autocarro dirige-se agora para a base da Avenida José Malhoa, após a qual passa por baixo do viaduto que comporta a estação de Sete Rios, estabelecendo paragem pouco após, num dos principais interfaces da cidade de Lisboa com conexão a outros serviços da Carris, autocarros de longo curso, metropolitano e comboios Urbanos e de médio e longo curso da CP e da Fertagus. Também em Sete Rios é possível o acesso ao Jardim Zoológico de Lisboa e à Escola Secundária de Dom Pedro V.
Posteriormente, o autocarro dirige-se de Sete Rios para a Estrada de Benfica, servindo São Domingos de Benfica, em parceria com as carreiras 202, 716 e 746 as quais, conjuntamente com esta carreira 758 constituem o eixo da Estrada de Benfica e que permite a ligação de Benfica até ao interface Sete Rios, num serviço de alta frequência, funcionando 24 horas por dia, todos os dias da semana. A Estrada de Benfica é um eixo rodoviário vertebrador e que dá serviço a um conjunto habitacional bastante denso. Praticamente ao meio da Estrada de Benfica, encontra-se o Calhariz de Benfica, designação dada a uma zona da Estrada de Benfica e que se situa numa encruzilhada de caminhos, a partir dos quais se pode divergir tanto para a continuação da Estrada de Benfica - e que continua pelo concelho da Amadora sob o nome de Avenida Elias Garcia - como por uma artéria de ligação à Estrada da Luz, com passagem pelo Centro Comercial Colombo. Junto a esta paragem localiza-se a Escola José Gomes Ferreira e o Centro Comercial Fonte Nova. 
Saindo de Calhariz de Benfica, o autocarro continua viagem pela Estrada de Benfica, passando pela Igreja de Benfica e pela zona predominantemente comercial da freguesia, onde se situa o Mercado. Pouco depois atinge Portas de Benfica, na fronteira do concelho da Amadora com o de Lisboa, onde faz terminal.
| código | paragem                                    | ligação                                                            | ligação ML | ligação         | outras ligações |
| ------ | ------------------------------------------ | ------------------------------------------------------------------ | ---------- | --------------- | --------------- |
| cod    | CAIS DO SODRÉ                              | 15E 18E 91 201 202 206 207 208 210 706 728 732 736 735 760 781 782 |            |                 |                 |
| cod    | Cais do Sodré                              | 202                                                                |            |                 |                 |
| cod    | Rua do Alecrim                             | 202                                                                |            |                 |                 |
| cod    | Praça Luís de Camões                       | 28E 202                                                            |            |                 |                 |
| cod    | Largo Trindade Coelho                      | 202                                                                |            |                 |                 |
| cod    | Elevador da Glória                         | 202                                                                |            |                 |                 |
| cod    | Príncipe Real                              | 202 773                                                            |            |                 |                 |
| cod    | Rua da Escola Politécnica                  | 202 773                                                            |            |                 |                 |
| cod    | Largo do Rato                              | 202 706 709 713 720 727 738 773 774                                |            |                 |                 |
| cod    | Rua Custódio Vieira                        | 202                                                                |            |                 |                 |
| cod    | Rua Dom João V                             | 202                                                                |            |                 |                 |
| cod    | Amoreiras                                  | 202 711 713 723 748 753                                            |            |                 | TST             |
| cod    | Avenida Conselheiro Fernando de Sousa      | 202 713                                                            |            |                 |                 |
| cod    | Campolide                                  | 202 701 702 712 713 742                                            |            |                 |                 |
| cod    | Rua de Campolide                           | 202 701                                                            |            |                 |                 |
| cod    | Rua de Campolide (Escola)                  | 202 701                                                            |            |                 |                 |
| cod    | Tarujo                                     | 202 701                                                            |            |                 |                 |
| cod    | Avenida José Malhoa                        | 202 701 770                                                        |            |                 |                 |
| 01621  | Estação Sete Rios                          | 202 701 716 726 731 746 770                                        |            | Sintra Azambuja | Fertagus        |
| 01607  | Sete Rios                                  | 202 701 716 726 731 746 754 755 768 770                            |            |                 |                 |
| 01616  | Estrada de Benfica (Furnas)                | 202 716 746                                                        |            |                 |                 |
| 10706  | Rua Duarte Galvão                          | 202 716 746                                                        |            |                 |                 |
| 10704  | Bairro Novo                                | 202 716 746                                                        |            |                 |                 |
| 10702  | São Domingos de Benfica                    | 202 716 746                                                        |            |                 |                 |
| 10830  | Pupilos do Exército                        | 202 716 746                                                        |            |                 |                 |
| 10826  | Rua Professor Reinaldo dos Santos          | 202 716 746                                                        |            |                 |                 |
| 10814  | Calhariz                                   | 202 716 746                                                        |            |                 |                 |
| 10802  | Escola Pedro Santarém                      | 202 716 729 746 750 767                                            |            |                 |                 |
| 10906  | Estrada de Benfica (Avenida Gomes Pereira) | 716 729 746                                                        |            |                 |                 |
| 10904  | Igreja de Benfica                          | 716 729 746                                                        |            |                 |                 |
| cod    | Estrada de Benfica (Mercado)               | 202 746 765 70B                                                    |            |                 |                 |
| cod    | PORTAS DE BENFICA                          | 202 711 746 765 767                                                |            |                 |                 |

### Sentido Cais do Sodré
Portas de Benfica → Calhariz → Estrada de Benfica → Sete Rios → Campolide → Largo do Rato → Bairro Alto → Cais do Sodré
Saindo do terminal de Portas de Benfica, a viagem prossegue pela Estrada de Benfica, um eixo rodoviário vertebrador da cidade de Lisboa e que dá serviço a um conjunto habitacional bastante denso. Deste modo o autocarro passa pela zona predominantemente comercial da freguesia, onde se situa o Mercado, pela Igreja de Benfica, por alguns estabelecimentos de ensino e pelo centro de saúde de Benfica. Alcança o Calhariz de Benfica, que se situa praticamente ao meio da Estrada de Benfica, e é uma designação dada a uma zona da Estrada de Benfica que se situa numa encruzilhada de caminhos, a partir dos quais se pode divergir tanto para a continuação da Estrada de Benfica - até Sete Rios - como por uma artéria de ligação à Estrada da Luz, com passagem pelo Centro Comercial Colombo. Junto a esta paragem localiza-se, também, o Centro Comercial Fonte Nova. 
Saindo de Calhariz de Benfica, o autocarro continua viagem pela Estrada de Benfica, servindo São Domingos de Benfica. No final encontra-se Sete Rios, um dos principais interfaces da cidade de Lisboa com conexão a outros serviços da Carris, autocarros de longo curso, metropolitano e comboios Urbanos e de médio e longo curso da CP e da Fertagus. Também em Sete Rios é possível o acesso ao Jardim Zoológico de Lisboa e à Escola Secundária de Dom Pedro V. Esta ligação é efectuada em parceria com as carreiras 202, 716 e 746 as quais, conjuntamente com esta carreira 758 constituem o eixo da Estrada de Benfica e que permite a ligação de Benfica até ao interface de Sete Rios, num serviço de alta frequência, funcionando 24 horas por dia, todos os dias da semana. 
Passando Sete Rios, o autocarro passa debaixo do viaduto da Avenida Calouste Gulbenkian e pela rua de Campolide, dirgindo-se para o Largo de Campolide, servindo a zona mais central da freguesia de Campolide, onde se localiza grande parte do comércio e a sede da junta de freguesia, além de conexão a outras carreiras da Carris.
Saindo de Campolide, o autocarro imediatamente alcança Amoreiras, um grande complexo comercial e empresarial, com ligações privilegiadas a outras carreiras da Carris e a carreiras suburbanas da TST e da Vimeca. Passando Amoreiras, o autocarro dirige-se para a Rua de Dom João V até ao Largo do Rato, um grande entroncamento viário da cidade de Lisboa onde confluem oito artérias de importantes eixos da cidade e inúmeras carreiras da Carris.
A partir do Largo do Rato, entra-se na Rua da Escola Politécnica antecipando a passagem pela paragem do mesmo nome que serve o Museu de História Natural e o Jardim Botânico da Faculdade de Ciências da Universidade de Lisboa. Pouco depois, chega-se à Praça do Príncipe Real, a ponta Norte do Bairro Alto, permitindo o acesso ao jardim aí instalado e a um dos núcleos do Museu da Água. 
Prosseguindo o percurso pelo Bairro Alto, o autocarro ainda serve a rua de São Pedro de Alcântara, o jardim e miradouro de São Pedro de Alcântara, junto ao Ascensor da Glória que também é operado pela Carris e classificado como monumento nacional desde 2002  e o Largo de Trindade Coelho, onde se localiza a Santa Casa da Misericórdia de Lisboa. Continua descendo a rua da Misericórdia até chegar à Praça de Luís de Camões, permitindo o acesso dos passageiros ao Largo do Chiado e à zona Sul do Bairro Alto.
O restante percurso até ao terminal desta carreira faz-se pela Rua do Alecrim até à  Praça do Duque da Terceira, prévia à entrada no terminal rodoviário do interface do Cais do Sodré, no jardim de Roque Gameiro.
| código | paragem                                    | ligação                                                            | ligação ML | ligação         | outras ligações |
| ------ | ------------------------------------------ | ------------------------------------------------------------------ | ---------- | --------------- | --------------- |
| cod    | PORTAS DE BENFICA                          | 202 711 746 765 767                                                |            |                 |                 |
| cod    | Estrada de Benfica (Mercado)               | 202 746 765 70B                                                    |            |                 |                 |
| cod    | Igreja de Benfica                          | 716 729 746                                                        |            |                 |                 |
| cod    | Estrada de Benfica (Avenida Gomes Pereira) | 716 729 746                                                        |            |                 |                 |
| cod    | Escola Pedro Santarém                      | 202 716 729 746 750 767                                            |            |                 |                 |
| cod    | Calhariz                                   | 202 716 746                                                        |            |                 |                 |
| cod    | Rua Professor Reinaldo dos Santos          | 202 716 746                                                        |            |                 |                 |
| cod    | Pupilos do Exército                        | 202 716 746                                                        |            |                 |                 |
| cod    | São Domingos de Benfica                    | 202 716 746                                                        |            |                 |                 |
| cod    | Rua Duarte Galvão                          | 202 716 746                                                        |            |                 |                 |
| cod    | Estrada de Benfica (Furnas)                | 202 716 746 770                                                    |            |                 |                 |
| cod    | Sete Rios                                  | 202 701 716 726 731 746 754 755 768 770                            |            |                 |                 |
| cod    | Estação Sete Rios                          | 202 701 770                                                        |            | Sintra Azambuja | Fertagus        |
| cod    | Rua de Campolide (Avenida José Malhoa)     | 202 701                                                            |            |                 |                 |
| cod    | Tarujo                                     | 202 701                                                            |            |                 |                 |
| cod    | Rua de Campolide (Escola)                  | 202 701                                                            |            |                 |                 |
| cod    | Rua de Campolide                           | 202 701                                                            |            |                 |                 |
| cod    | Campolide                                  | 202 701 702 712 713 742                                            |            |                 |                 |
| cod    | Avenida Conselheiro Fernando de Sousa      | 202 713                                                            |            |                 |                 |
| cod    | Amoreiras                                  | 202 711 713 723 748 753                                            |            |                 | TST             |
| cod    | Rua Dom João V                             | 202                                                                |            |                 |                 |
| cod    | Rua Custódio Vieira                        | 202                                                                |            |                 |                 |
| cod    | Largo do Rato (Rua Dom João V)             | 202                                                                |            |                 |                 |
| cod    | Largo do Rato                              | 202 706 709 713 720 727 738 773 774                                |            |                 |                 |
| cod    | Rua da Escola Politécnica                  | 202 773                                                            |            |                 |                 |
| cod    | Príncipe Real                              | 202 773                                                            |            |                 |                 |
| cod    | São Pedro de Alcântara                     | 202                                                                |            |                 |                 |
| cod    | Elevador da Glória                         | 202                                                                |            |                 |                 |
| cod    | Largo Trindade Coelho                      | 202                                                                |            |                 |                 |
| cod    | Praça Luís de Camões                       | 28E 202                                                            |            |                 |                 |
| cod    | Rua do Alecrim                             | 202                                                                |            |                 |                 |
| cod    | CAIS DO SODRÉ                              | 15E 18E 91 201 202 206 207 208 210 706 728 732 735 736 760 781 782 |            |                 |                 |

## Horário
Ficheiros em formato PDF
- Cais do Sodré → Portas de Benfica
- Portas de Benfica → Cais do Sodré